# Gryzów
Gryzów – wieś w Polsce, położona w województwie mazowieckim, w powiecie radomskim, w gminie Jedlińsk.
Gryzów wchodzi w skład sołectwa Mokrosęk..
Do 2024 r. miejscowość była przysiółkiem wsi Mokrosęk. Dawniej miejscowość podstawowa o statusie kolonii.
Wierni Kościoła rzymskokatolickiego należą do parafii Świętych Apostołów Piotra i Andrzeja w Jedlińsku.

## Geografia
Gryzów położony jest w obrębie Wzniesień Południowomazowieckich na Równinie Radomskiej. W jego rejonie znajduje się dopływ rzeki Tymianki.
Podstawowym źródłem zaopatrzenia w wodę gospodarstw domowych w Gryzowie jest wodociąg grupowy „Jedlińsk” zasilany z ujęcia Jedlińsk o wydajności 85 m³/h (awaryjna studnia o wydajności 72 m³/h).

## Historia
Według Sebastiana Piątkowskiego nazwa Gryzów może „wiązać się zarówno z nazwą osobową Gryz, jak i «gryzlem», czyli gruboziarnistym piaskiem lub też grubo zmieloną mąką jęczmienną”.
Miejscowość została wydzielona z majątku Gutów w 1871 r, kiedy jego właścicielami zostali Joanna i Julian Kowalewscy. Pierwotnie nazywała się Nowin vel Gryzowa.
Została opisana później w „Słowniku geograficznym Królestwa Polskiego” z 1881 roku:

Gryzów, kol., pow. radomski, gm. Błotnica, par. Jankowice. Ma 5 dm.,7 mk., 93 mr. obszaru.

W latach 1975–1998 przysiółek administracyjnie należał do województwa radomskiego.

## Polityka i administracja

### Przynależność administracyjna
W latach 1933–1954 kolonia Gryzów należała do jednostki pomocniczej gmin – gromady Mokrosęk (w jej skład wchodziły również wieś Mokrosęk, kolonia Mokrosęk i kolonia Gutów-Norty) w gminie Błotnica, a w latach 1954–1961 wchodziła w skład nowo utworzonej gromady Ludwików. 31 grudnia 1961 gromadę tę zniesiono, a obszar Urbanowa włączono do gromady Jedlińsk. 1 stycznia 1973 miejscowość przyłączono do reaktywowanej gminy Jedlińsk (początkowo w granicach województwa kieleckiego, w latach 1975–1998 w województwie radomskim, zaś od 1999 w powiecie radomskim województwa mazowieckiego).